# 陂下水库
陂下水库位于中华人民共和国福建省长汀县四都镇境内，是濯田河支流梅溪上的一座中型水库，水库以灌溉为主，结合防洪、发电等综合利用功能。水库于1978年2月动工，1986年7月竣工。总库容5887万立方米。拦河坝为砌石双曲拱坝，最大坝高52.1米，坝顶弧长195米。坝后电站装机3台，容量3000千瓦。